# محافظ شخصی ۲
محافظ شخصی ۲ فیلمی در ژانر اکشن و کمدی محصول سال ۲۰۰۷ میلادی است.